# 지지 프로이에티

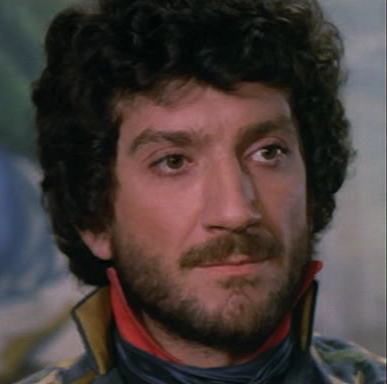

지지 프로이에티(Gigi Proietti, 1940년 11월 2일 ~ 2020년 11월 2일)는 이탈리아의 영화배우, 희극 배우, 가수, 연극 배우, 영화 감독, 각본가, 텔레비전 배우이다.

## 영화
- 더 프라이즈(2017년)
- 뚜띠 알 마레(2011년)
- 카리브해의 여름(2009년)
- 비치 하우스(1977년)
- 인헤리턴스 (1976) - 피포 역
- 몸프라쳄의 호랑이들(1974년) - 샨도칸 역
- 글리 오르디니 소노 오르디니(1972년) - 마리오 역
- 라 모르타델라(1971년)
- 약속(1969년)
- 아우성(1968년)
- 언체인드(1968년)
- 레츠 토크 어바웃 우먼(1964년)